# Université Memorial de Terre-Neuve
Pour les articles homonymes, voir Mun.
L'Université Memorial de Terre-Neuve (en anglais : Memorial University of Newfoundland, aussi connue sous le nom Memorial University ou MUN) est une université canadienne située à Saint-Jean, dans la province de Terre-Neuve-et-Labrador, au Canada. L'université possède un campus principal à Saint-Jean, à Terre-Neuve-et-Labrador, le long du Prince Philip Drive. Sa section nordique est liée au parc Pippy, et la section méridionale est en grande partie entourée par des secteurs résidentiels, ainsi que des campus secondaires à Corner Brook (le campus Grenfell (en) qui couvre 0,75 km2), à Harlow, au Royaume-Uni et à Saint-Pierre (Institut Frecker).

## Histoire

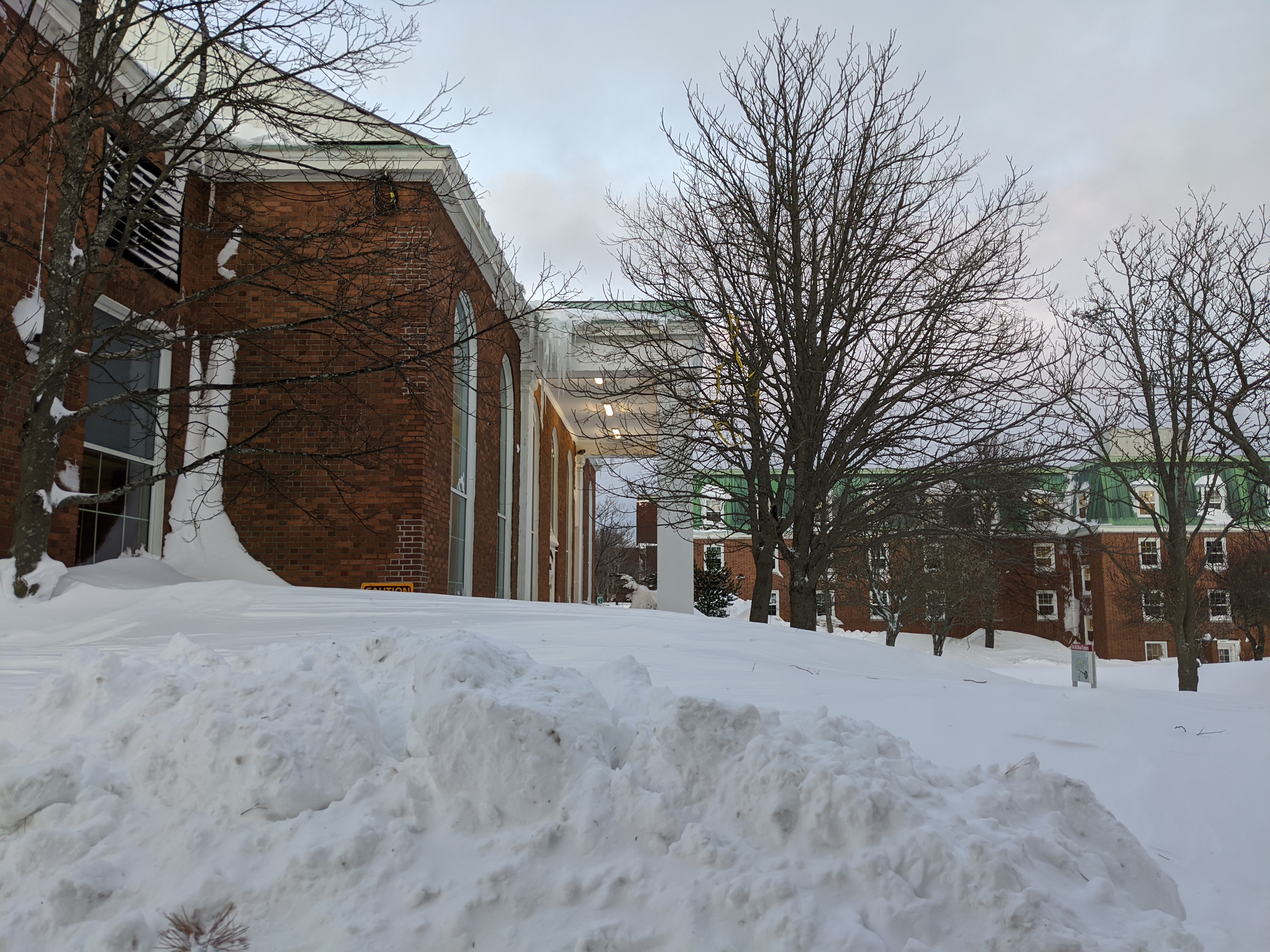
R. Gushue Dining Hall en 2020.

L'université a été fondée comme mémorial aux Terre-Neuviens qui avaient perdu la vie au service actif pendant la Première Guerre mondiale ; elle fut plus tard redédiée afin d'inclure également les victimes de la province au cours de la Seconde Guerre mondiale. 
Le gouvernement de poteau-Confédération a élevé le statut de l'université commémorative d'université au plein statut d'université en août 1949, renommant l'établissement Memorial University of Newfoundland. La première année, le nombre d'inscrits à la MUN était de 307 étudiants. 
En 1961, l'inscription ayant monté jusqu'à 1 400 étudiants, la MUN fut déplacée de la rue du Défilé à son endroit actuel sur l'avenue Elizabeth (campus principal).

### Devise et écu
La devise de l'université, Provehito in Altum (S'élancer vers les hauteurs), reflète bien l'esprit de l'aventure de l'apprentissage et demande instamment aux étudiants d'étendre les frontières du savoir. L'écu des armes porte une représentation de la mer, des livres et une croix. Les armoiries de l'Université Memorial ont pour élément central une croix anillée, qui est un symbole approprié pour une institution dédiée à la mémoire des soldats de Terre-Neuve qui sont morts pendant les grandes guerres.

Logotype de l'Université Memorial.

## Étudiants
L'université est fréquentée par plus de 20 000 étudiants à plein-temps et à mi-temps dont approximativement 85 % sont de Terre-Neuve-et-Labrador. Les programmes les plus populaires sont la technologie, l'administration des affaires, la santé, l'éducation, l'anglais, le folklore, le français, l'histoire, la biologie, la biochimie et la psychologie.

## Facultés
L'université comprend 6 facultés (arts, administration d'affaires, éducation, technologie, médecine, sciences) et six écoles (études avancées, musique, soins infirmiers, pharmacie, sport et temps libre, travail social), le tout avec des diplômes de premier, second ou troisième cycle.

## Relations internationales
L'université est membre de l’Université de l'Arctique. UArctic est un réseau international d’universités, d’instituts de recherche et d’organisations ayant pour but de promouvoir, coordonner et soutenir la recherche ainsi que l’éducation en régions arctiques.

## Devise et écu
La devise de l'université, Provehito in Altum (S'élancer vers les hauteurs), reflète bien l'esprit de l'aventure de l'apprentissage et demande instamment aux étudiants d'étendre les frontières du savoir. L'écu des armes porte une représentation de la mer, des livres et une croix. Les armoiries de l'Université Memorial ont pour élément central une croix anillée, qui est un symbole approprié pour une institution dédiée à la mémoire des soldats de Terre-Neuve qui sont morts pendant les grandes guerres.

## Enseignants et anciens élèves notables

### Enseignants connus
- Harold Williams - expert en matière de géologie et de tectonique des ceintures de montagne
- Elliott Leyton - renommé pour des études des meurtriers périodiques
- Patrick Parfrey - néphrologue et épidémiologue clinique
- Ian Jordaan - expert en matière de machines dans les environnements durs
- Elizabeth Miller (en) - spécialiste de littérature gothique britannique du XIXe siècle
- Neil Rosenberg - Grammy award en Bluegrass

### Diplômés connus
- Mark McKinney - comédien
- Michael Crummey - romancier et poète
- Alan Haskvitz - éducateur, professeur
- Gwynne Dyer - journaliste et historien
- Général Rick Hillier - chef du personnel des forces de défense canadiennes
- Wayne Johnston - romancier
- Rex Murphy - journaliste et commentateur
- Fergus O'Byrne - musicien
- Danny Williams - Premier ministre de Terre-Neuve et de Labrador
- Harold Williams - expert en matière de géologie et de tectonique des ceintures de montagne
- Alan Doyle - musicien
- Séan McCann - musicien
- Bob Hallett - musicien
- France Légaré - médecin
- Shelley Posen - folkloriste chanteur et parolier
- Brad Gushue - médaillé d'or olympique (curling)
- Mark Nichols - médaillé d'or olympique (curling)
- KM Chan - professeur de biochimie et politicien
- Andy Jones - comédien
- Moya Greene, femme d'affaires canadienne.